# Rūdolfs Jūrciņš
Rūdolfs Jūrciņš (ur. 19 czerwca 1909 w Rydze, zm. 22 lipca 1948 w Kraju Permskim) – łotewski koszykarz, olimpijczyk. Reprezentant klubów US Ryga i LSB.
Mistrz Europy w koszykówce z 1935 roku, dwa lata później Łotysze uplasowali się na szóstym miejscu. Startował w światowych igrzyskach studentów, w 1933 zajął z kadrą drugie miejsce, zaś w 1935 i 1937 zwyciężał. W kadrze narodowej rozegrał 23 spotkania. Sześciokrotny mistrz Łotwy w barwach klubów LSB (1928) i US Ryga (1930, 1934, 1935, 1936, 1937).
Uczestnik igrzysk olimpijskich w Berlinie (1936). W pierwszej rundzie Łotysze pokonali Urugwajczyków (20-17), jednak w drugiej ponieśli porażkę z Kanadyjczykami (23-34). W pojedynku repasażowym przegrali z Polakami 23-28 i odpadli z turnieju, zajmując w nim 15. miejsce (ex aequo z trzema ekipami, które także odpadły w tej części turnieju). W meczu z Kanadą zdobył 12 punktów, czyli najwięcej w swoim zespole.
Ukończył studia na Uniwersytecie Łotwy. Aresztowany w 1947, zmarł w niewyjaśnionych okolicznościach.